# Maestà di Ognissanti
Maestà di Ognissanti és el títol d'una pintura sobre taula, representant el tema de la Maestà, del pintor italià Giotto. Té unes dimensions monumentals de 204 cm × 325 cm. Es conserva en la Galeria dels Uffizi de Florència, escenogràficament a poca distància de taules anàlogues: la Maestà di Santa Trinita de Cimabue i la Madonna Rucellai de Duccio.

## Història
Aquest retaule va ser pintat per Giotto al seu retorn d'Assís, segons la gran majoria de la crítica italiana que assigna a Giotto les Històries de Sant Francesc d'Assís, entre 1300 i 1303. Altres crítics la col·loquen en una època més tardana, bé cap a l'any 1310 o després de diversos viatges, cap al 1314-1315, per tant en l'època dels frescos de la capella dels Scrovegni de Pàdua, quan era tan conegut que Dante ho va esmentar a la Divina Comèdia (Purgatori, XI, 94-96) a propòsit de la transitorietat de la fama, ja que Giotto havia eclipsat al mestre Cimabue.
Es trobava inicialment a l'església d'Ognissanti a Florència, d'aquí el seu nom. El primer esment de la taula com a obra de Giotto es remunta a Lorenzo Ghiberti com tavola grandissima di Nostra Donna a sedere in una sedia amb molti angeli intorno («taula grandíssima de La nostra Senyora asseguda en una cadira amb molts àngels al voltant»). A l'església es trobava al costat dret, probablement sobre un mur intermedi, la separació que abans del Concili de Trento dividia dins les esglésies la zona dels sacerdots -el presbiteri- de la dels fidels, o en algun tipus d'altar d'aquest costat. El Nen que beneeix està girat tres quarts i mira cap a l'esquerra.

## Descripció i iconografia

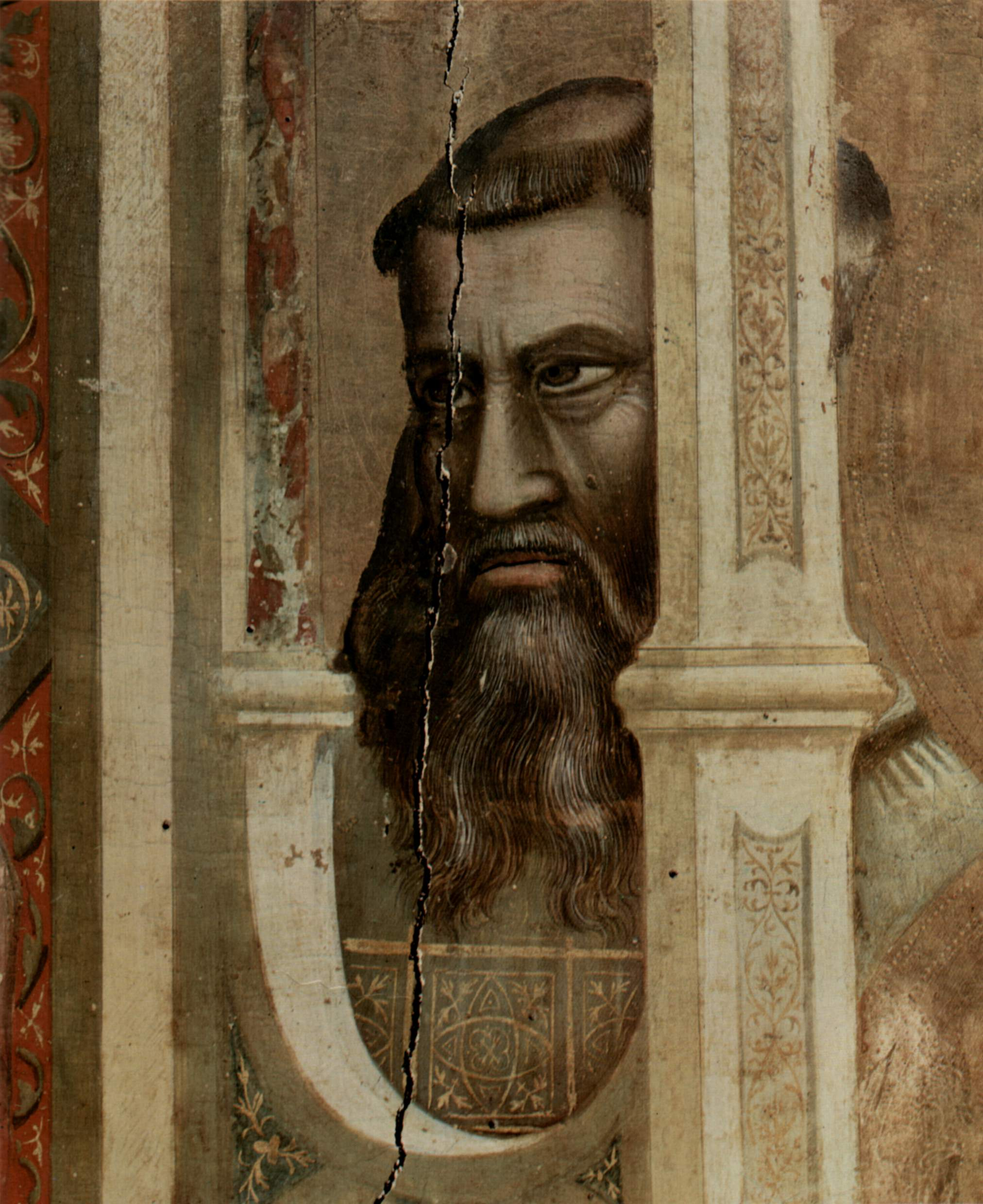
Detall.

La comparació amb les obres precedents serveix per mesurar com l'art de Giotto es dirigeix cap a una radical renovació de la pintura, encara que no falten trets arcaics com el fons d'or i les proporcions jeràrquiques (la Mare de Déu i el Nen més gran que els qui els envolten), la composició central i simetria entre les figures, la posi hierática de la Verge amb àngels i apòstols entorn seu. El terra daurat simbolitza la divinitat.
El tema de la Maestàés reinterpretat amb gran originalitat, centrat sobre la recuperació de l'espacialitat tridimensional dels antics i sobre la superació de la frontalitat romana d'Orient. Encara que àngels i sants són encara rígidament simètrics, no estan uns darrere dels altres, aixafats, sinó que es col·loquen amb ordre un darrere d'un altre, cadascun amb la seva pròpia fisonomia. Estan col·locats en un ordre de perspectiva. Com en la Maestà de Duccio, la Verge se senta sobre un tron arquitectònic amb un punt de fuga central, que el baldaquí o tabernacle accentua i precisa. A diferència del tron que apareix a la Maestà de Cimabue, s'intenta representar de forma més realista: dos graons de pedra, revestits de marbre i pedres de color. S'ha construït segons una perspectiva intuïtiva però eficaç; també una extraordinària semblança amb el de la Justícia de la Capella dels Scrovegni.
Com a la Madona Rucellai de Duccio i a diferència de la Maestà de Cimabue, els àngels no miren a l'espectador sinó al grup de la Verge amb el Nen. És innovadora la representació de perfil d'alguns d'ells, una cosa pròpia de l'art romà d'Orient en particular els quatre àngels del primer i segon pla, que porten ofrenes per a la Verge. El de l'esquerra, en segon pla, una corona que li serà lliurada a la Verge en el Cel, evidenciant la popularitat del tema de la coronació de la Verge en aquella època. El de la dreta, enrere, porta un cofre preciós. Els dos àngels davanters, més al nivell visual de l'espectador, porten gerres amb flors marianes: el de l'esquerra amb lliris (símbol de puresa) i el de la dreta roses. La Verge amb el Nen tenen un volum sòlid, una ben desenvolupada plasticitat, amb clar contrast entre les ombres i les llums, molt més que en la veïna obra de Cimabue (la Maestà di Santa Trinita) d'aproximadament deu anys abans. El rostre de la Verge és més suau i humanitzat, a diferència de l'art romà d'Orient. Mira directament cap a fora, a l'espectador que està pregant davant de la taula. Originalíssima és la disposició dels dos sants o profetes barbuts de l'última fila, visibles només a través dels laterals calats del tron. Estan representats en tres quarts, a diferència dels àngels, que apareixen de perfil. Amb la seva presència, estan representats tant l'Antic com el Nou Testament.

## Anàlisi
Aquest retaule anuncia clarament el moviment prerenaixentista dels primitius italians, que, àdhuc conservant els principis fonamentals de la pintura romana d'Orient (subjecte, simbolització dels personatges sagrats, iconografia, simbolisme dels colors) van començar a elaborar una altra pintura, humanitzant la representació dels personatges, la seva individualització, la introducció d'una representació coherent i realista del decorat (perspectiva formal del tron, detalls arquitectònics, plànols de col·locació dels personatges).
La tècnica pictòrica és molt avançada i ha superat completament el dibuix esquemàtic esbossat del segle xiii, preferint un esfumat delicat però incisiu i regular, que dona un volum nou a les figures.

## AltresMaestà

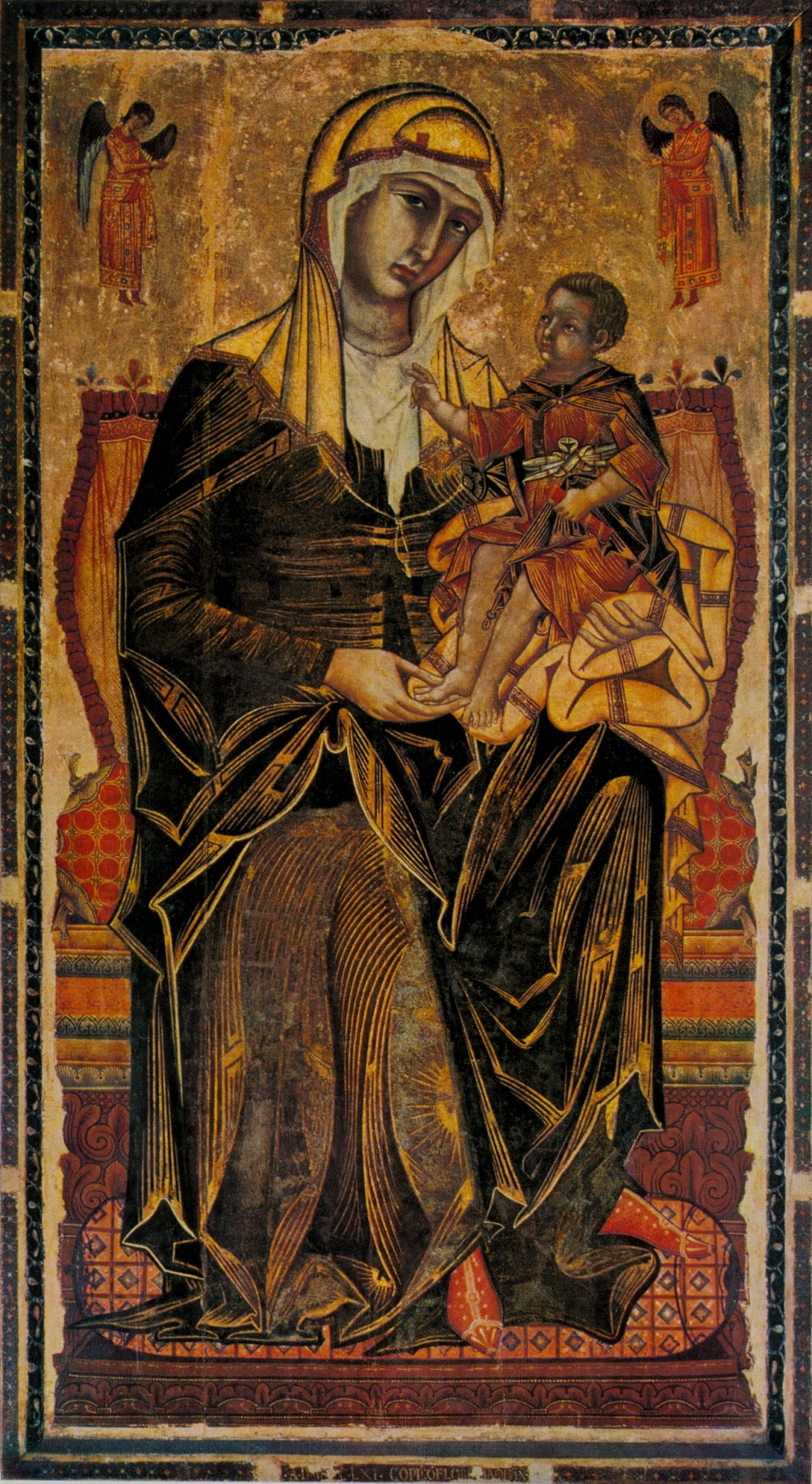
Coppo di Marcovaldo, Madonna del Bordone, 1261, església de Santa Maria dei Servi, Siena
Cimabue, Maestà, h. 1280, en el passat a Pisa, avui en el Louvre, París
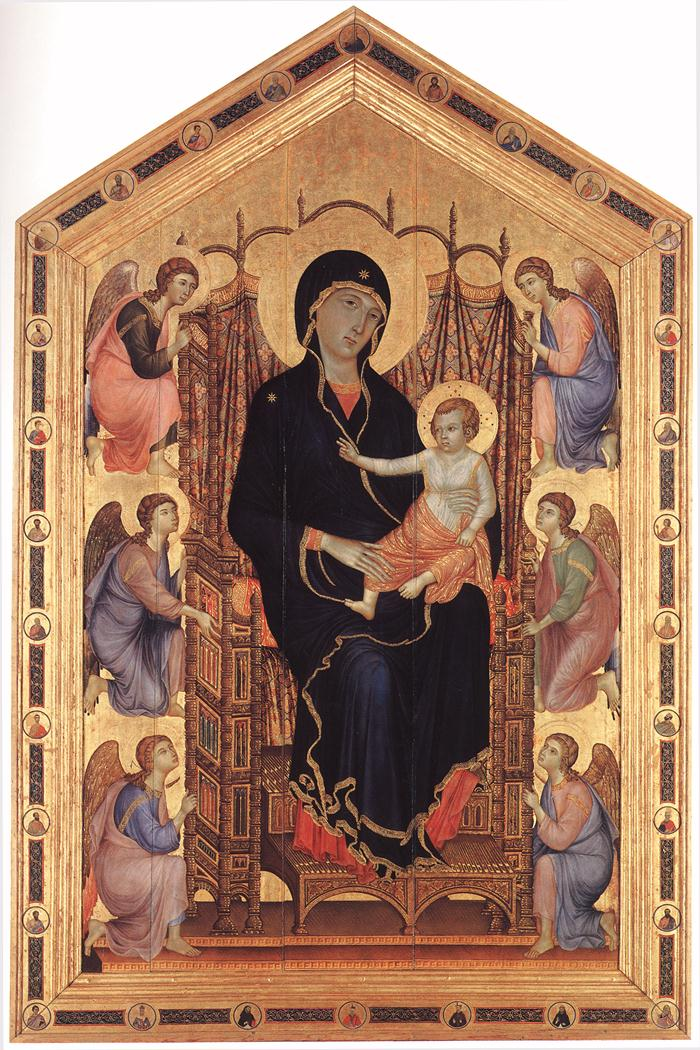
Duccio di Buoninsegna, h. 1285, La Madonna Rucellai, Uffizi, Florència
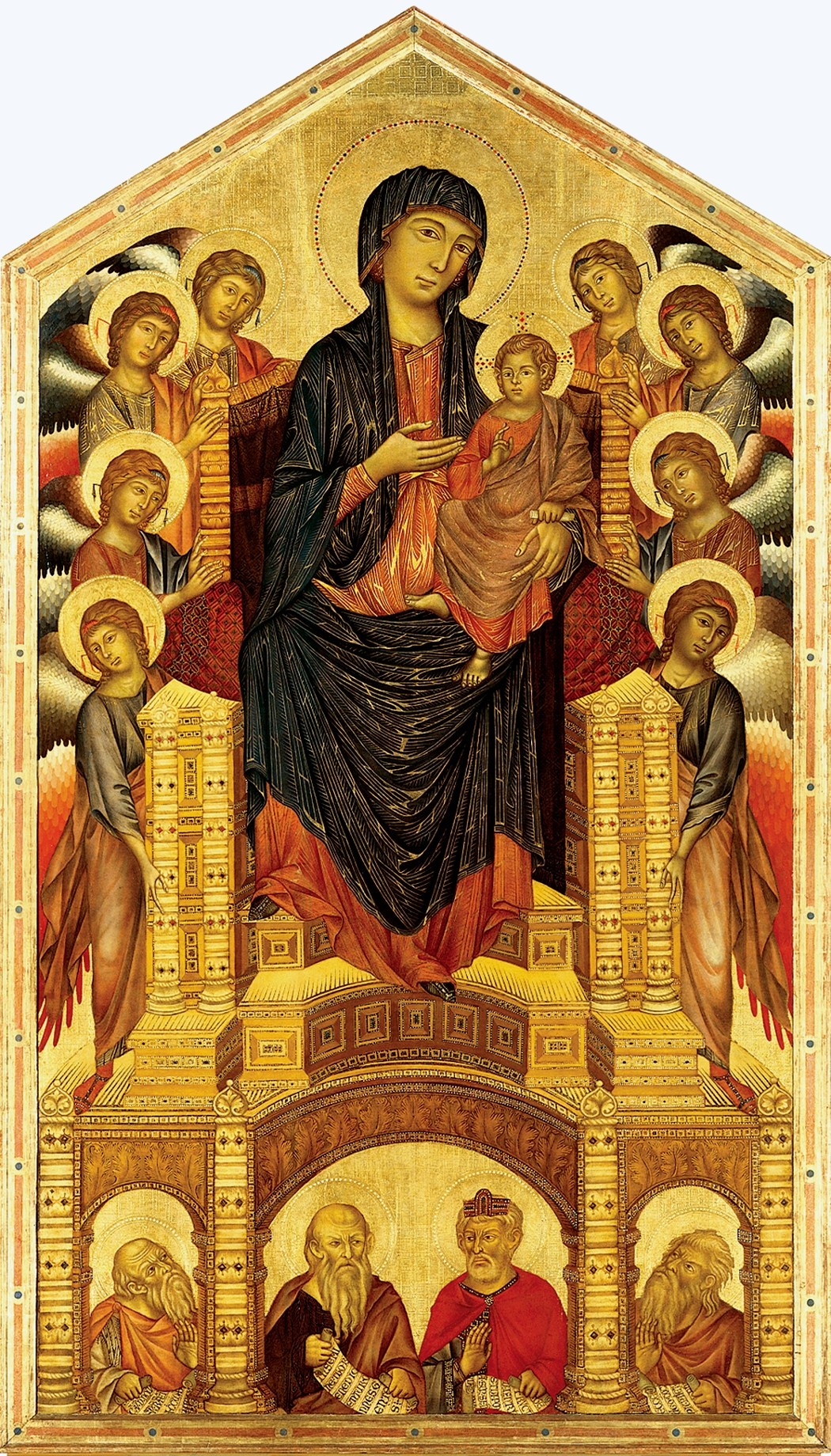
Cimabue, Maestà di Santa Trinita, h. 1280-1290, Uffizi, Florència